# Klepper (Instrument)

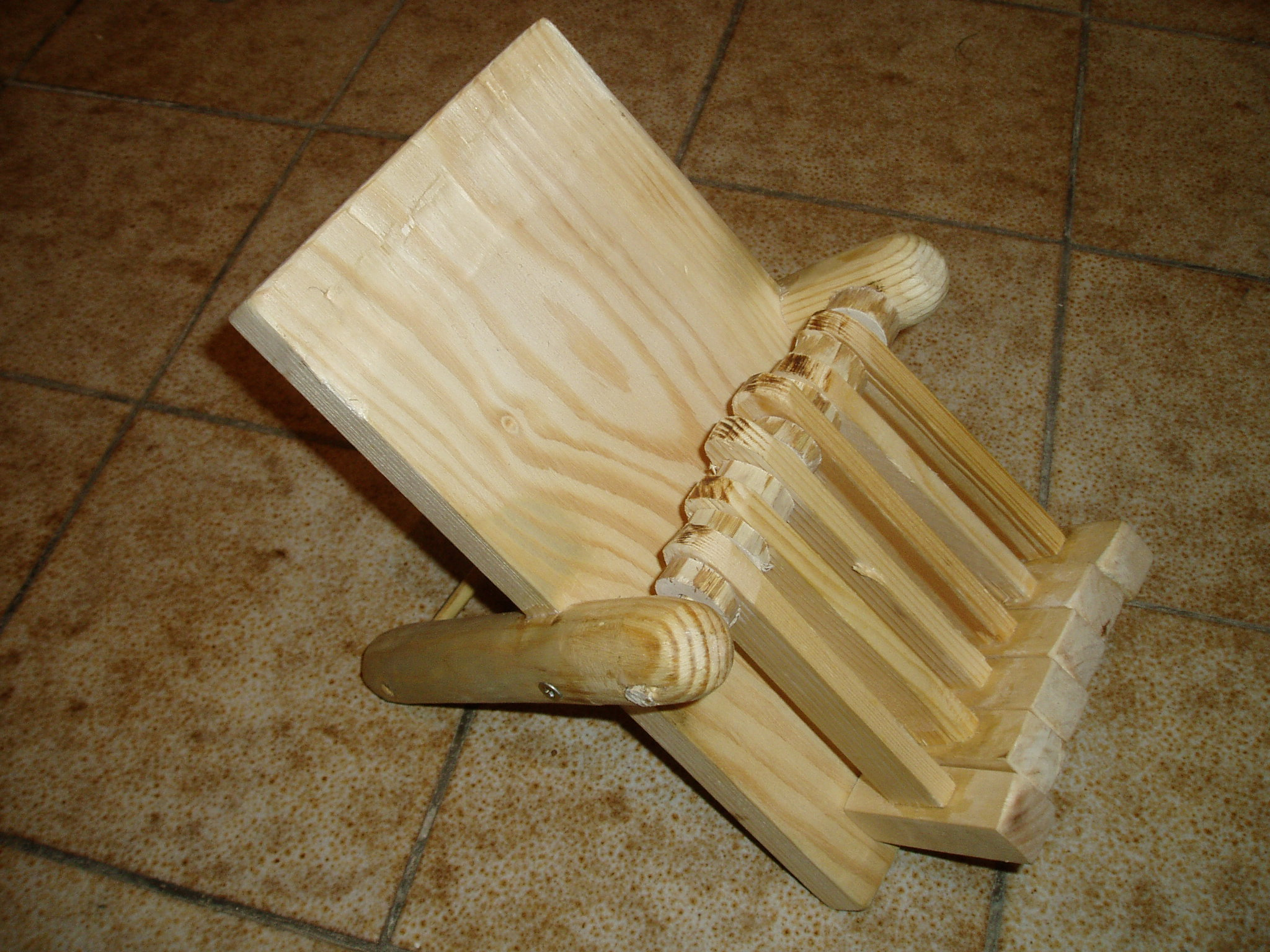
Klepper in Thalgau (Salzburg)

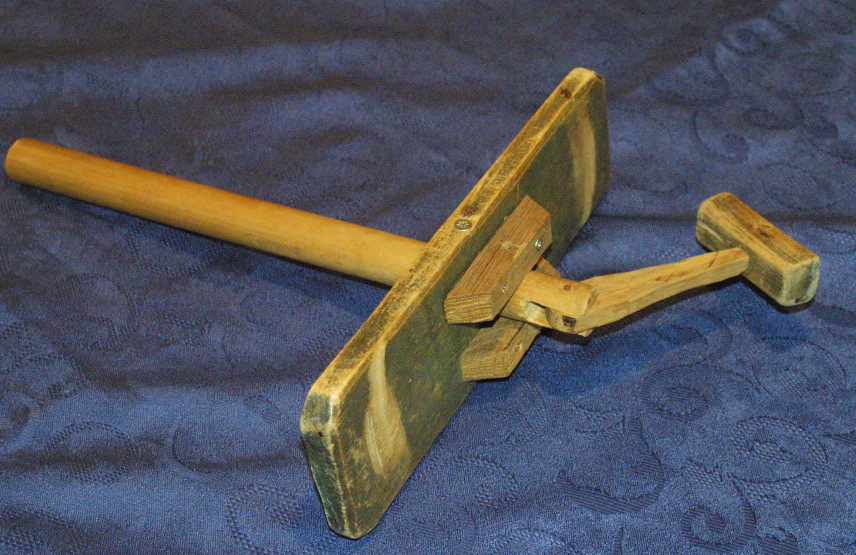
Klepper aus der Fränkischen Schweiz

Die Klepper (auch Klapper, elsässisch und schweizerisch Rafele oder Raschpel, luxemburgisch Klibber) ist ein hölzernes Lärminstrument, instrumentenkundlich ein Klapperbrett, bei dem Hämmerchen, die auf einer Achse über einer Platte montiert sind, auf die Platte schlagen, wenn das Instrument am Handgriff hin- und hergeschwungen wird. Das mittelbar geschlagene Idiophon wird unter diesem Namen außer in einigen Orten in Österreich (Thalgau) und der Fränkischen Schweiz auch in Luxemburg, Ostbelgien, der Eifel (Aldringen), Teilen von Rheinland-Pfalz, dem Saarland und Westfalen verwendet. Verwandt mit der Klepper sind andere Klappern, Ratschen und Raspeln.
Die Kleppern werden in der Karwoche vom Gründonnerstag bis zum Karsamstag meist von Kindern und Jugendlichen als Ersatz für die in dieser Zeit nicht geläuteten Kirchenglocken verwendet, da diese der Überlieferung gemäß zur Beichte nach Rom fliegen. Diesen Brauch in der Karwoche nennt man Ratschen, Klappern, Raschpeln, Kleppern oder (vor allem im Fränkischen) Schlettern.